# Megachile inimica
Megachile inimica är en biart som beskrevs av Cresson 1872. Megachile inimica ingår i släktet tapetserarbin, och familjen buksamlarbin. Inga underarter finns listade i Catalogue of Life.